# Deutsche Botschaft Bagdad
Die Deutsche Botschaft Bagdad ist die Diplomatische Vertretung Deutschlands in der Republik Irak.

## Lage und Gebäude
Die Botschaft befindet sich wie viele andere fremde Missionen im Stadtteil Mansour der irakischen Hauptstadt Bagdad westlich der Grünen Zone und unweit der Al-Rahman Moschee. Die Straßenadresse lautet: Mahala 609, Street 3, House 53, Hay Al-Mansour.
Der Flughafen Bagdad liegt 20 km westlich. Die Fahrtzeit ist angesichts der allgemein unsicheren Lage in der Stadt ungewiss.
Die Gebäude der Botschaft entstanden ab 1974 unter Mitwirkung einheimischer Architekten im landestypischen Baustil. Sie umfassen das Kanzleigebäude, die Residenz des Botschafters und Dienstwohnungen für entsandte Mitarbeiter.
Im für Repräsentationszwecke zugänglichen Bereich der Botschaft finden sich Kunstdrucke mit Motiven aus deutschen Städten (Prinzipalmarkt in Münster, St. Michaeliskirche in Hamburg und eine Häuserzeile an der Düsseldorfer Rheinufer-Promenade), wie sie in etlichen deutschen Auslandsvertretungen aufgehängt wurden, nachdem das Auswärtige Amt diese aus Mitteln des Konjunkturpakets II in großem Stil angekauft hatte. Die künstlerische Umsetzung ist das Werk von Joseph Robers.
Die einzelnen Gebäude auf dem Gelände wurden nach arabischen Nachbarländern benannt. Hauptbaumaterial war Kalkstein. In den Jahren 2018/2019 ließ der Bund das Haus Jemen der Botschaft für rund 12,6 Millionen Euro von den Architekten Snowdon Engineering LLC / Reichel Projektmanagement umfassend sanieren. Es beherbergt Dienstwohnungen.

### Besondere Sicherheitsmaßnahmen
Die überaus volatile Sicherheitslage am Dienstort führte zu massiven Sicherheitsmaßnahmen. Eine rund drei Meter hohe, zusätzlich mit Stacheldraht gesicherte Betonmauer umgibt das Botschaftsgelände. Zusätzlich wurde davor ein weiterer Schutzwall errichtet, der mit irakischem Wachpersonal besetzt ist. Container und andere Hindernisse sollen direkte Angriffe durch Fahrzeuge verhindern. Gleichwohl verstarb im April 2010 ein Botschaftsangehöriger im Zuge mehrerer Terroranschläge auf diplomatische Einrichtungen.
Zusätzlich wird das deutsche Botschaftsgelände seit einem im Januar 2020 erfolgten Raketenangriff auf die USA-Botschaft von der Beamten der Bundespolizei gesichert. Das Tragen von schusssicheren Westen außerhalb des Botschaftsgeländes gehört zur Routine.

## Auftrag und Organisation
Die Botschaft Bagdad hat den Auftrag, die bilateralen Beziehungen zum Irak zu pflegen, die deutschen Interessen gegenüber der Regierung des Gastlands zu vertreten und die Bundesregierung über Entwicklungen im Gastland zu unterrichten.
In der Botschaft werden die Sachgebiete Politik, Wirtschaft, Kultur und Bildung bearbeitet. Die operative Aufgabenerfüllung der Botschaft ist jedoch lagebedingt eingeschränkt und nicht in vollem Umfang mit dem normalen Betrieb einer Auslandsvertretung vergleichbar.
Das Rechts- und Konsularreferat der Botschaft bietet alle konsularischen Dienstleistungen für im Irak ansässige deutsche Staatsangehörige an. Es stellt Visa für Aufenthalte in Deutschland für Staatsangehörige des Irak aus. Die Botschaft unterhält eine telefonische Rufbereitschaft für konsularische Notfälle deutscher Staatsangehöriger außerhalb der Dienstzeit. Der konsularische Zuständigkeitsbereich der Botschaft umfasst das gesamte Gastland. In Erbil besteht ein Generalkonsulat.

## Geschichte
Das Deutsche Reich war seit 1927 in Bagdad zunächst mit einem Konsul, dann mit einem Gesandten vertreten. Mit Beginn des Zweiten Weltkriegs wurden die Beziehungen am 6. September 1939 abgebrochen.
Nach Aufnahme diplomatischer Beziehungen eröffnete die Bundesrepublik Deutschland am 19. September 1953 eine Gesandtschaft in Bagdad, die am 5. November 1956 in eine Botschaft umgewandelt wurde. Am 12. Mai 1965 wurden die Beziehungen angesichts der Auseinandersetzungen im Nahen Osten erneut abgebrochen; Frankreich fungierte als Schutzmachtvertretung. Erst am 28. Februar 1974 wurde die Botschaft wieder eröffnet.
Mit Beginn des Irakkriegs im Jahr 2003 wurde das Botschaftspersonal zeitweise abgezogen. Die Botschaftsgebäude wurden nach dem Sturz Saddam Husseins geplündert. Die diplomatischen Beziehungen wurden durch Krieg und Machtwechsel im Irak nicht unterbrochen.
Ein Fahrzeugkonvoi der Botschaft geriet am 7. April 2004 bei einer Fahrt von Amman nach Bagdad bei Falludjah in einen Hinterhalt. Tobias Retterath und Thomas Andreas Hafenecker, zwei Mitglieder der GSG 9, welche im Rahmen des besonderen Hausordnungs- und Objektschutzdienstes an der Botschaft Bagdad tätig waren, kamen dabei ums Leben. Sechs Jahre später wurde Khalil Muhsin Ali Al-Ibrahim, der als lokale Objektschutzkraft arbeitet bei einem Terroranschlag gegen die Botschaft getötet. Das Auswärtige Amt in Berlin erinnert durch eine Gedenkwand im Haus am Werderschen Markt an jene Angehörigen des Auswärtigen Dienstes, die in Ausübung ihres Dienstes ums Leben kamen; somit auch an die beiden Beamten Retterath und Hafenecker und den Objektschützer Al-Ibrahim.
Die DDR unterhielt seit 1958 eine offizielle Handelsvertretung in Bagdad, die 1962 in ein Generalkonsulat umgewandelt wurde. Nach Aufnahme diplomatischer Beziehungen am 10. Mai 1969 wurden Botschafter ausgetauscht. Mit dem Beitritt der DDR zur Bundesrepublik Deutschland wurde die Botschaft der DDR geschlossen. In dem nun im Eigentum der Bundesrepublik Deutschland befindlichen Gebäude wurden die Mitarbeiter der Sachgebiete Wirtschaft  und Kultur untergebracht.